# Southwick
Southwick és una població dels Estats Units a l'estat de Massachusetts. Segons el cens del 2000 tenia 8.835 habitants.

## Demografia
Segons el cens del 2000, Southwick tenia 8.835 habitants, 3.318 habitatges, i 2.418 famílies. La densitat de població era de 110,2 habitants/km².
Dels 3.318 habitatges en un 36,6% hi vivien nens de menys de 18 anys, en un 60% hi vivien parelles casades, en un 8,3% dones solteres, i en un 27,1% no eren unitats familiars. En el 21,9% dels habitatges hi vivien persones soles el 9,9% de les quals corresponia a persones de 65 anys o més que vivien soles. El nombre mitjà de persones vivint en cada habitatge era de 2,66 i el nombre mitjà de persones que vivien en cada família era de 3,13.
Per edats la població es repartia de la següent manera: un 26,5% tenia menys de 18 anys, un 6,3% entre 18 i 24, un 32,2% entre 25 i 44, un 23,2% de 45 a 60 i un 11,7% 65 anys o més.
L'edat mediana era de 38 anys. Per cada 100 dones de 18 o més anys hi havia 98,2 homes.
La renda mediana per habitatge era de 52.296 $ i la renda mediana per família de 64.456$. Els homes tenien una renda mediana de 41.863 $ mentre que les dones 30.889$. La renda per capita de la població era de 21.756$. Entorn del 3,8% de les famílies i el 6,1% de la població estaven per davall del llindar de pobresa.